# Le Club des cinq et le Secret de la pyramide
Pour les articles homonymes, voir Club des cinq.
Pour plus de détails, voir Fiche technique et Distribution.
Le Club des cinq et le Secret de la pyramide (Fünf Freunde 4, littéralement « Les cinq amis 4 ») est un film d'aventure coécrit et réalisé par Mike Marzuk (de), sorti en 2015. Il s'agit du quatrième volet, inspiré des personnages Le Club des Cinq (The Famous Five) d'Enid Blyton.

## Synopsis
Bernhard, l'oncle de George du fameux Club des cinq qui l'ont d'ailleurs accompagné en Égypte, est arrêté et mis en prison pour vol d'une amulette en or, alors qu'il est victime d'une machination… 

## Fiche technique
- Titre original : Fünf Freunde 4
- Titre français : Le Club des cinq et le Secret de la pyramide
- Réalisation : Mike Marzuk (de)
- Scénario : Peer Klehmet, Mike Marzuk et Sebastian Wehlings, d'après les personnages des romans britanniques Le Club des Cinq (The Famous Five) d'Enid Blyton
- Direction artistique : Manfred Döring
- Costumes : Diana Dietrich
- Photographie : Inka Friedrich et Philip Peschlow
- Son : Rainer Petershagen
- Montage : Sandy Saffeels
- Musique : Wolfram de Marco
- Production : Ewa Karlström et Andreas Ulmke-Smeaton ; Martin Moszkowicz (coproduction)
- Société de production : SamFilm Produktion
- Société de distribution : Constantin Film ; Metropolitan Filmexport (France, DVD/Blu-ray)
- Pays d'origine :  Allemagne
- Langue originale : allemand
- Format : couleur
- Genre : aventure
- Durée : 97 minutes
- Dates de sortie :
  - Allemagne : 29 janvier 2015
  - France : 12 octobre 2016 (DVD/Blu-ray)

## Distribution
- Valeria Eisenbart (de) : George
- Neele Marie Nickel (de) : Anne
- Quirin Oettl (de) : Julian
- Justus Schlingensiepen (de) : Dick
- Samuel Finzi : Bernhard Kirrin, l'oncle de George
- Omid Memar (de) : Auni
- Mehmet Kurtuluş : Farouk
- Lucie Heinze (de) : Elena
- Ramin Yazdani (de) : Ibrahim, le père d'Elena
- Harald Glööckler : Harold Bings
- Adnan Maral (de) : Ashreff Ramsi
- Özgür Karadeniz (de) : le juge
- Pasquale Aleardi : le procureur
- Jens Atzorn (de) : le représentant de l'ambassade